# Прихід Валентин Миколайович
Валенти́н Микола́йович Прихід (4 квітня 1989 — 7 серпня 2014) — старший лейтенант Збройних сил України, учасник російсько-української війни.

## Життєпис
Молоді роки пройшли у селі Забужжя (Сокальський район), де і проживав із рідними. У 2006 році закінчив Сокальську гімназію імені Олега Романіва, з 2006 по 2010 рік навчався на стаціонарі в Національному університеті «Львівська політехніка». Закінчив навчання у 2011 році на заочній формі навчання. 23 липня 2010 року склав присягу, після дворічного навчання на військовій кафедрі, тоді він вирішив присвятити себе Українській армії. В грудні 2010 року пішов на службу за контрактом. Двоюрідний брат солдата розвідника Юрія Прихода, який загинув 16 червня під Ямполем на Донеччині. Старший лейтенант, командир мотострілецької роти 51-ї окремої механізованої бригади (Володимир-Волинський).
Загинув у бою за стратегічно важливу висоту Савур-Могила в Донецькій області. Бронежилет Валентина було пробито бронебійними кулями в області грудей.
Без Валентина лишилися мама та брат.
15 серпня 2014 року похований в селі Забужжя (Сокальський район, Львівська область).

## Нагороди
14 березня 2015 року — за особисту мужність і високий професіоналізм, виявлені у захисті державного суверенітету та територіальної цілісності України, відзначений — нагороджений орденом Богдана Хмельницького III ступеня (посмертно).

## Вшанування пам'яті
- 13 грудня 2014 року на фасаді будівлі Сокальській гімназії імені Олега Романіва встановили меморіальні дошки пам'яті двох випускників — Валентина Прихода і Віктора Сивака, який поліг в одному бою з двоюрідним братом Валентина Юрієм Приходом[2].
- його портрет розміщений на меморіалі «Стіна пам'яті полеглих за Україну» у Києві: секція 2, ряд 8, місце 22.
- Почесний громадянин Сокальського району (рішення Сокальської районної ради від 13 жовтня 2016 року; посмертно).
- вшановується 7 серпня на щоденному ранковому церемоніалі вшанування захисників України, які загинули цього дня у різні роки внаслідок російської збройної агресії на Сході України.[3]
- Почесний громадянин Сокальської міської територіальної громади (2024; посмертно)[4]